# Antonio Enrico Monteleone
Antonio Enrico Monteleone (Palermo, 5 gennaio 1951 – Isola delle Femmine, 28 novembre 1985) è stato un militare italiano, Brigadiere dell'Arma dei Carabinieri insignito di medaglia d'oro al valor militare alla memoria.

## Biografia

### La carriera militare
Il brigadiere Antonio Enrico Monteleone era nato a Palermo e dopo aver assolto gli obblighi scolastici e lavorato in gioventù nell'ambito della ristorazione, a vent'anni si arruolò nell'Arma conseguendo la nomina a Carabiniere il 15 agosto 1971. Destinato al 11º Battaglione di Bari, dopo un anno venne trasferito al 12º Battaglione di Palermo dove, nel settembre del 1975, raggiunse la Scuola Sottufficiali per la frequenza del relativo corso.
Promosso vice brigadiere il 1 luglio 1977 e assegnato in sottordine alla Stazione di Cefalù (PA), già nel novembre dello stesso anno assunse nuovo incarico presso il Reparto Operativo del Gruppo di Trapani, dove lavorò fino al 15 settembre 1982. A partire da questa data prese servizio nel locale Nucleo Carabinieri per la Banca d'Italia. Nel frattempo, nel luglio 1979, ottenne la promozione a brigadiere. 
Il 23 maggio 1984, infine, raggiunse, a domanda, la Stazione di Isola delle Femmine, quale sottordine. 

### La vita privata
Il 7 agosto 1976 si sposò con la signora Carmela Cimò, anche essa palermitana. Dal matrimonio nascevano due figlie: Fabiana nel 1978 e Nadia nel 1981.

### L'atto di coraggio
Il 28 novembre 1985, intorno alle 9 del mattino, alla Stazione Carabinieri di Isola delle Femmine (PA) giungeva l’allarme collegato al locale ufficio postale: tre sconosciuti, armati di pistola e a volto scoperto, dopo aver infranto con una mazza di ferro un vetro antiproiettile, avevano rapinato la somma in contanti di circa 7 milioni di lire.
Immediatamente, il Brigadiere Antonio Enrico Monteleone e l'Appuntato Vito Stefanini, presenti in caserma, raggiungevano la sede assalita, scavalcando anche un alto muro per fare prima proprio mentre i rapinatori si accingevano ad uscire. Vistisi intrappolati, i criminali si facevano scudo di due cinquantenni del pubblico ed intimavano ai militari di deporre le armi. Il Brigadiere, opposto un netto rifiuto ed impossibilitato ad utilizzare la sua arma per non colpire gli ostaggi, si lanciava coraggiosamente addosso a due dei criminali, ingaggiando una strenua colluttazione, ma rimanendo sopraffatto dal numero preponderante del nemico che lo attingeva con un colpo d'arma da fuoco al torace.
Contemporaneamente, il terzo malfattore sparava contro l'Appuntato, intimandogli di consegnare l'arma, imposizione alla quale il graduato era costretto ad aderire per evitare conseguenze peggiori per i presenti. I rapinatori, dopo aver liberato gli ostaggi, si davano alla fuga col bottino e con le due pistole dei militari. Proprio mentre si stavano allontanando a bordo di una Fiat Uno, guidata dal parto complice, giungeva anche il Carabiniere Gennaro Buonincontro, anche egli della locale Stazione, che con la sua pistola mitragliatrice PM12, esplodeva una raffica di 15 colpi, ferendo uno dei fuggitivi. 
il Brigadiere Monteleone, soccorso dai colleghi, trasportato in ospedale e sottoposto ad intervento chirurgico, non riusciva a sopravvivere alla grave ferita alla regione cardiaca, decedendo all'alba del giorno successivo.
Nello stesso tempo, si appurava che un minorenne era stato ricoverato in altro ospedale perché ferito da colpo d'arma da fuoco al fianco sinistro: subito accertata la sua partecipazione alla rapina, le indagini successive consentivano di sottoporre a fermo anche il fratello del ferito, pregiudicato, e gli altri due complici, pure loro con gravi precedenti, tra cui l'autore materiale dell'omicidio nonché di recuperare la refurtiva e le due pistole Beretta cal. 9 asportate agli operanti.